# 高翱
高翱（1990年7月26日—），北京人，中国女子水球运动员，亦為中國國家女子水球隊成員，司職外线。

## 生平
高翱2004年开始在天津商学院接受水球训练，2005年入选国家女子水球队。2007年，参加世界青年水球錦標賽，協助中國隊奪得亞軍。
2010年，在新西兰舉行的女子水球世界盃上，以16个入球榮膺賽事的最佳射手，並為球隊歷史性贏得了季軍。然而，她卻因為受傷未能出席2011年在上海舉行的世界游泳錦標賽水球比賽。
2012年，代表中国出戰英國倫敦舉行的奥林匹克运动会女子水球比賽。

## 外部連結
- 中國體育代表團成員名錄 - 高翱 （页面存档备份，存于）